# Mùa bão Bắc Ấn Độ Dương 2022
Mùa bão Bắc Ấn Độ Dương 2022 là một sự kiện diễn ra trong chu kỳ hình thành bão nhiệt đới hàng năm. Mùa bão ở Bắc Ấn Độ Dương không có giới hạn chính thức, nhưng các cơ bão có xu hướng hình thành từ tháng 4 đến tháng 12, với hai đỉnh điểm vào tháng 5 và tháng 11. Những ngày này thường phân định thời kỳ mỗi năm khi hầu hết các cơn bão nhiệt đới hình thành ở phía bắc Ấn Độ Dương.
Phạm vi của bài viết này được giới hạn ở Ấn Độ Dương ở Bắc bán cầu, phía đông của Sừng châu Phi và phía tây bán đảo Malay. Có hai vùng biển chính ở Bắc Ấn Độ Dương - Biển Ả Rập ở phía tây tiểu lục địa Ấn Độ, viết tắt ARB của Cục Khí tượng Ấn Độ (IMD); và Vịnh Bengal ở phía đông, viết tắt BOB bởi IMD.

## Mùa bão và tên bão

### Tổng quan mùa bão
Đây là bảng tất cả các cơn bão trong mùa bão năm 2022 ở Bắc Ấn Độ Dương. Nó đề cập đến tất cả các cơn bão của mùa và tên, thời gian, cường độ cực đại của chúng (theo thang bão IMD), thiệt hại và tổng số tử vong. Tổng thiệt hại và tử vong bao gồm thiệt hại và tử vong gây ra khi cơn bão đó là sóng tiền thân hoặc vùng thấp ngoài hành tinh, và tất cả các con số thiệt hại là tính theo 2022 USD.
| Tên bão                      | Thời gian hoạt động        | Cấp độ cao nhất | Sức gió duy trì  | Áp suất               | Khu vực tác động                     | Tổn thất (USD) | Số người chết | Tham khảo |
| ---------------------------- | -------------------------- | --------------- | ---------------- | --------------------- | ------------------------------------ | -------------- | ------------- | --------- |
| BOB 01                       | 03 tháng 3 – 06 tháng 3    | Áp thấp sâu     | 55 km/h (35 mph) | 1002 hPa (29,59 inHg) | Sri Lanka, Ấn Độ                     | None           | 0             |           |
| BOB 02                       | 20 tháng 3 – 23 tháng 3    | Áp thấp sâu     | 55 km/h (35 mph) | 1000 hPa (29,53 inHg) | Quần đảo Andaman và Nicobar, Myanmar | None           | 0             |           |
| Tổng tỷ số mùa bão           |                            |                 |                  |                       |                                      |                |               |           |
| 2 Hệ thống (Asani mạnh nhất) | 03 tháng 3 – Chưa kết thúc |                 | 55 km/h (35 mph) | 1002 hPa (29,59 inHg) |                                      | None           | 0             |           |

### Tên bão
Trong khu vực này, một cơn bão nhiệt đới được gán tên khi nó được đánh giá là đã đạt cường độ 65 km/h (40 mph). Các tên được chọn bởi các thành viên của bảng ESCAP / WMO trên Bão nhiệt đới từ năm 2000 đến tháng 5 năm 2004, trước khi Trung tâm Khí tượng Chuyên ngành Khu vực ở New Delhi bắt đầu gán tên vào tháng 9 năm 2004. Không có tên cố định của cơn bão nhiệt đới trong khu vực này, Danh sách tên chỉ được lên lịch để sử dụng một lần trước khi danh sách tên mới được lập. Nếu một cơn bão nhiệt đới có tên di chuyển vào khu vực từ Tây Thái Bình Dương, thì nó sẽ giữ lại tên ban đầu của nó. Tám tên tiếp theo trong mùa bão Bắc Ấn Độ Dương được liệt kê dưới đây. Tuy nhiên, nếu một cơn bão đi từ vịnh Bengal qua biển Ả Rập mà nó đã từng yếu thành vùng thấp, nó sẽ được gán số hiệu mới.
| Tên bão                 | Tên bão            | Tên bão               | Tên bão                |
| ----------------------- | ------------------ | --------------------- | ---------------------- |
| Asani                   | Sitrang            | Mandous               | Mocha (chưa sử dụng)   |
| Biparjoy (chưa sử dụng) | Tej (chưa sử dụng) | Hamoon (chưa sử dụng) | Midhili (chưa sử dụng) |